# غابرييلا ليفا
غابرييلا ليفا (5 مارس 1994 - ) (بالإسبانية: Gabriela Leyva)‏ هي لاعبة كرة طائرة المكسيك.